# Satz von Tychonoff
Der Satz von Tychonoff (nach Andrei Nikolajewitsch Tichonow) ist eine Aussage aus dem mathematischen Teilgebiet der Topologie. Er lautet:
Ist {\displaystyle (X_{i})_{i\in I}} eine Familie kompakter topologischer Räume, dann ist auch das kartesische Produkt {\displaystyle \textstyle \prod _{i\in I}X_{i}} mit der Produkttopologie kompakt.

## Diskussion
Der Satz scheint auf den ersten Blick der Anschauung zu widersprechen. Kompaktheit ist in gewisser Weise eine Endlichkeitseigenschaft (jede offene Überdeckung hat eine endliche Teilüberdeckung), und es mag verwundern, dass sich dies auf ein Produkt mit beliebig vielen Faktoren überträgt. Man denke dabei etwa an das Lemma von Riesz aus der Funktionalanalysis, wonach die abgeschlossene Einheitskugel eines normierten Raumes nur in endlichdimensionalen Räumen kompakt ist, oder auch daran, dass eine beliebige Vereinigung kompakter Mengen im Allgemeinen nicht mehr kompakt ist. Was die Anschauung hier in die Irre führt, ist der Begriff der Umgebung, des „in der Nähe von“ in der Produkttopologie. Denn wenn ein Punkt {\displaystyle \textstyle (x_{i})_{i\in I}\in \prod X_{i}} in der Nähe von {\displaystyle \textstyle \left(x_{i}^{(0)}\right)_{i\in I}\in \prod X_{i}} liegt, bedeutet das in der Produkttopologie eben nur, dass für endlich viele {\displaystyle i_{1},\ldots ,i_{n}} {\displaystyle \in I} gilt, dass {\displaystyle x_{i_{j}}^{(0)}} in der Nähe von {\displaystyle x_{i_{j}}} liegt für {\displaystyle j=1,\ldots ,n}.

## Beweis
Der Satz lässt sich besonders leicht über Ultrafilter beweisen: Ein topologischer Raum ist genau dann kompakt, wenn auf ihm jeder Ultrafilter konvergiert. Sei ein Ultrafilter auf dem Produktraum gegeben. Betrachte nun die Bildfilter unter den Projektionen auf die einzelnen Räume. Ein Bildfilter eines Ultrafilters ist wiederum ein Ultrafilter, somit sind die Mengen der Punkte, gegen die die Bildfilter konvergieren aufgrund der Kompaktheit der einzelnen Mengen nichtleer (im Falle von Hausdorffräumen haben die Filter einen eindeutigen Grenzwert). Mit dem Auswahlaxiom lässt sich dann ein Element des Produktraums auswählen, das in jeder Komponente Grenzwert des jeweiligen Bildfilters ist. Dieses ist dann auch Grenzwert des Ultrafilters auf dem Produktraum.
Der Satz von Tychonoff ist auch eine unmittelbare Konsequenz aus dem Satz von Alexander: Ein Raum ist genau dann kompakt, wenn jede Überdeckung bestehend aus Elementen einer festen Subbasis eine endliche Teilüberdeckung hat. Um den Satz von Tychonoff zu zeigen, betrachtet man einfach die Subbasis der Mengen von Elementen des Produktraums, die in einer Komponente Element einer offenen Menge des jeweiligen Faktors und in allen anderen Komponenten beliebig sind.
Umgekehrt lässt sich zeigen, dass auch das Auswahlaxiom (in ZF) aus dem Satz von Tychonoff folgt. Man beachte, dass dagegen der Satz für Produkte kompakter Hausdorffräume (die oft auch einfach nur kompakt genannt werden) nicht das Auswahlaxiom impliziert, denn er folgt bereits aus dem schwächeren Ultrafilterlemma. Die obige Auswahl ist in diesem Fall nicht notwendig, da Grenzwerte in Hausdorffräumen eindeutig sind.

## Anwendungen
Dieser Satz wird bei der Herleitung der folgenden Aussagen verwendet:
- Satz von Banach-Alaoglu
- Existenz des Haarmaßes
- Konstruktion der Stone-Čech-Kompaktifizierung
- Aus dem Satz von Tychonoff folgt, dass die Kategorie der kompakten Hausdorffräume vollständig ist und das Produkt mit dem in der Kategorie der topologischen Räume übereinstimmt. Dies sind wesentliche Argumente, um mit dem Satz über adjungierte Funktoren die Existenz der Stone-Čech-Kompaktifizierung zeigen zu können.